# 링컨 근지구 소행성 연구
링컨 근지구 소행성 연구(Lincoln Near-Earth Asteroid Research, LINEAR)는 근지구 천체를 체계적으로 탐지하고 추적하기 위한 미국 공군, 미항공우주국(NASA) 및 MIT의 링컨 연구소의 협력 사업이다. 1988년부터 카탈리나 천체 탐사(Catalina Sky Survey)에 의하여 추월 당하기 시작한 2005년까지 발견된 대부분의 소행성이 LINEAR 프로젝트에 의하여 이루어졌다. 2011년 9월 15일 기준, 231,082 개의 새로운 태양계 소천체가 LINEAR에 의하여 발견되었는데, 그 중 적어도 2,423 개는 근지구 소행성이고 279개는 혜성이다. LINEAR 프로그램에서 사용된 장비들은 뉴멕시코주 소코로 근처의 화이트 샌즈 미사일 레인지(White Sands Missile Range, WSMR)에 있는 링컨 연구소 실험 시험장(ETS)에 있다.

## 연혁
1970년대 후반, 링컨 연구소의 실험 실험장(Experimental Test Site 시설, 관측소 부호 704 )이 화이트 샌즈 미사일 시험장에 세워졌다. 이 프로젝트의 프로토타입에서는 저조도 비디오 카메라가 사용되었다. 1994년, 새로운 디지털 탐지기 기술을 사용하여 소행성을 자동 탐지하기 위한 새로운 제안이 이루어졌다. LINEAR 프로젝트에서는 1996년에 공군우주사령부의 지상 기반 전기광학식 딥 스페이스 감시(GEODSS)를 위하여 설계된 1.0 미터 (39 in) 구경의 망원경을 사용하여 근지구 천체 발견 시설을 운영하기 시작했다. 광시야각 공군 망원경이 지구 궤도 우주선의 광학 관측을 위해 설계되었다. 초기의 실전 테스트에서는 1024×1024 화소의 전하결합소자 (CCD) 검출기를 사용했다. 이 CCD 검출기에 의해 망원경 시야각의 약 1/5 만 채워졌는데도 지구근접 물체 4개가 발견되었다. 그 후 망원경의 시야각 2 제곱도를 채우는 1960×2560 픽셀의 CCD가 장착되었고, 2개의 검출기는 후속 시험에서 사용되었다.
최초의 LINEAR 망원경은 1998년 3월에 완전 가동되었다. 1999년 10월 초에 두 번째의 1.0 m 망원경이 탐사 작업에 추가되었다. 2002년에는 원래의 CCD가 장착된 0.5 미터 (20 in) 망원경이 두 개의 탐사 망원경에 의하여 발견된 천체에 대한 추적 관찰을 제공하기 위해 온라인화되었다. 이로 인해 매일 밤 하늘의 20 % 이상을 검색 할 수 있게 되었다. 망원경에 기록 된 데이터는 매사추세츠주 렉싱턴에 있는 한스컴 공군 기지(Hanscom Air Force Base)의 링컨 연구소에 보내져 처리되고, 탐지된 결과는 마이너 플래닛 센터로 전달된다.

## 발견
| 참고 소행성체 목록 § 주 인덱스 |

LINEAR에 의하여 소행성체가 140,000개 이상 발견된 이외에도, 11P/Tempel-Swift-LINEAR, 158P/Kowal-LINEAR, 160P/LINEAR(LINEAR 43), 165P/LINEAR(LINEAR 10), 176P/LINEAR(LINEAR 52, 118401 LINEAR: 혜성과 소행성 양쪽으로 모두 분류되는 5개에 불과한 천체 중의 하나) 등을 포함하는 주기적 혜성이 여러 개 단독 또는 공동으로 최초 발견되거나 재발견되었다. 이외에도 (137108) 1999 AN10 , (179806) 2002 TD66 및 2004 FH 등의 천체가 발견되었다.

## 같이 보기
- EURONEAR
- LINEAR 프로젝트에 의하여 발견된 혜성 목록
- 소행성체 발견자 목록 § 탐색 전문기관
- 마이너 플래닛 센터
- 행성 데이터 시스템